# Arturo Pérez Alisedo
Arturo Pérez Alisedo (San Salvador de Jujuy, 24 de marzo de 1890 - Buenos Aires, 4 de agosto de 1966) fue un político argentino, que ejerció como Gobernador de la Provincia de Jujuy entre los años 1934 y 1936, durante la llamada Década Infame.

## Biografía
Realizó sus estudios primarios y secundarios en su ciudad natal y se recibió de abogado en 1914 en la Universidad de Buenos Aires.
Ya desde antes de recibirse era juez de primera instancia en el fuero civil, continuando su carrera judicial hasta 1918, año en que instaló un estudio particular de abogacía.
Comenzó una carrera política como diputado de la Unión Cívica Radical Antipersonalista por el Departamento Rinconada en 1924, llegando a presidir la cámara en 1927. En 1932 fue nuevamente diputado provincial, esta vez por la Concordancia, es decir, aliado al Partido Demócrata Nacional.
Candidato del "Partido Popular" en los comicios del 5 de marzo de 1934, logró el triunfo con sospechas de fraude electoral y asumió su cargo de gobernador el 26 de abril de ese año, acompañado por Antonino López Iriarte y Roberto de Tezanos Pintos como ministros. Durante su mandato se produjo en Jujuy el asesinato del minero Rafael Tauler, a quien el senador Villafañe implicó con el caso a través de un folleto titulado “La cosa juzgada y la justicia en Jujuy”, con el subtítulo “El cuento del revólver pegado al tobillo de Rafael Tauler”.
El hecho más relevante ocurrido durante su mandato fue la reforma de la Constitución Provincial, en la que se incluyeron cambios menores, excepto la disposición de que debía ser elegido un vicegobernador junto al gobernador; esta norma respondía a las sucesivas crisis causadas por renuncias y fallecimientos de anteriores gobernadores, que llevaban periódicamente a gobiernos interinos. No obstante, el propio Pérez Alisedo causó una de estas crisis, al presentar su renuncia a mediados de enero de 1936.
El 30 de enero de 1936 la Legislatura aceptó su dimisión, siendo sucedido por Fernando Berghnmans, vicepresidente primero de la Legislatura. Pérez Alisedo se trasladó a la Capital Federal, donde instaló su estudio de abogado.
Simultáneamente con sus tareas profesionales, realizaba tareas vinculadas con la industria. Presidió durante muchos años la Compañía Minera Pirquitas, dueña del yacimiento Mina Pirquitas. Instalado en Mercedes, provincia de Buenos Aires, adquirió un campo y lo dirigió durante años.
Falleció en la ciudad de Buenos Aires el 4 de agosto de 1966.